# Pelugo
Pelugo és un municipi italià, dins de la província de Trento. L'any 2007 tenia 385 habitants. Limita amb els municipis de Caderzone, Daone, Massimeno, Montagne, Spiazzo, Strembo, Vigo Rendena i Villa Rendena.

## Administració
| Període | Identitat          | Partit        |
| ------- | ------------------ | ------------- |
| 2005-   | Silvano Campidelli | Llista cívica |